# Duits voetbalkampioenschap 1947/48
Het seizoen 1947/48 was het 39e Duitse voetbalkampioenschap ingericht door de DFB. Nadat er drie jaar (inclusief het 38e seizoen 1944/45) niet om de landstitel werd gespeeld vanwege (de nasleep van) de Tweede Wereldoorlog ging deze dit seizoen weer van start.
Dit eerste naoorlogse Duits kampioenschap was het enige kampioenschap (tot aan de hereniging in 1991) waaraan clubs uit het latere Oost- en West-Duitsland aan deelnamen en werd uiteindelijk beslist via het knock-outsysteem waaraan acht clubs deelnamen en waarbij de wedstrijden op neutraal terrein plaatsvonden.
De acht clubs die aan de eindfase mochten deelnemen waren:
uit de stad Berlijn : kampioen Union Oberschöneweide
uit de Amerikaanse bezettingszone in Duitsland : kampioen 1. FC Nürnberg en #2 TSV 1860 München
uit de Britse bezettingszone in Duitsland : kampioen Hamburger SV en #2 FC St. Pauli
uit de Franse bezettingszone in Duitsland : kampioen 1. FC Kaiserslautern en #2 SpVgg Neuendorf
uit de Sovjet-bezettingszone in Duitsland : kampioen SG Planitz

## Eindronde

### Kwart finale
Wedstrijden gespeeld op 18 juli 1948
| plaats    | winnaar             | uitslag | verliezer             |
| --------- | ------------------- | ------- | --------------------- |
| Stuttgart | 1.FC Nürnberg       | bye     | SG Planitz            |
| Worms     | 1.FC Kaiserslautern | 5-1     | TSV 1860 München      |
| Berlijn   | FC St.Pauli         | 7-0     | Union Oberschöneweide |
| Dortmund  | SpVgg Neuendorf     | 2-1     | Hamburger SV          |

### Halvefinale
Wedstrijden gespeeld op 25 juli 1948
| plaats    | winnaar             | uitslag | verliezer       |
| --------- | ------------------- | ------- | --------------- |
| Mannheim  | 1.FC Nürnberg       | 3-2 nv  | FC St.Pauli     |
| Wuppertal | 1.FC Kaiserslautern | 5-1     | SpVgg Neuendorf |

### Finale
|                 |                                   |       |                      |                                                                                    |
| 8 augustus 1948 | 1.FC Nürnberg                     | 2 – 1 | 1. FC Kaiserslautern | Müngersdorfer Stadion, Keulen Toeschouwers: 75.000 Scheidsrechter: Erich Burmester |
| 8 augustus 1948 | Konrad Winterstein 8' Hans Pöschl |       | 57' Hans Uebelein    | Müngersdorfer Stadion, Keulen Toeschouwers: 75.000 Scheidsrechter: Erich Burmester |

1.FC Nürnberg werd voor de zevende keer Duits landskampioen en werd daarmee tevens recordhouder, FC Schalke 04 (6x) en VfB Leipzig (3x) zijn de volgende meest succesvolle clubs.